# Bill Pritchard

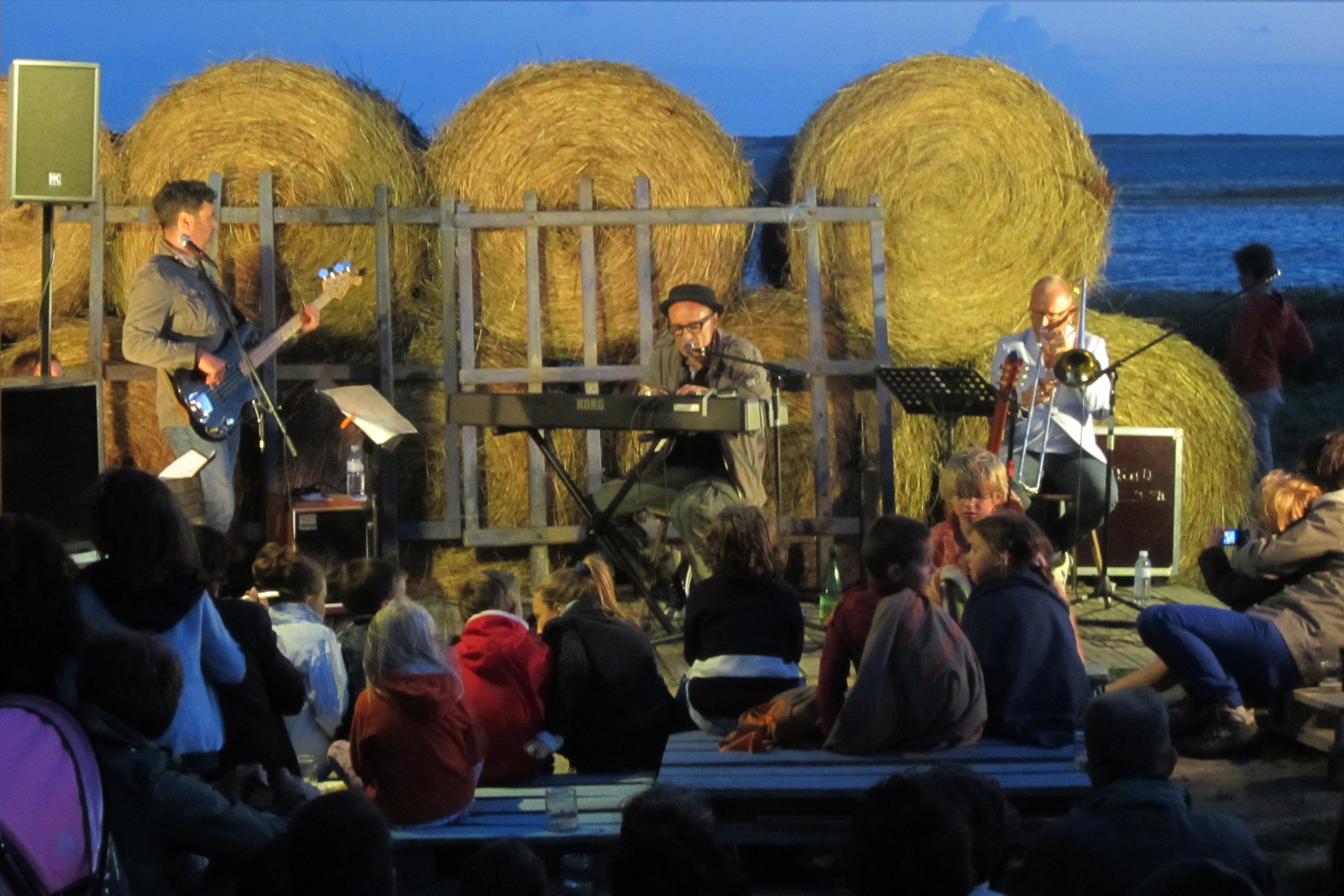
Bill Pritchard (Mitte), 2014

Bill Pritchard (* 20. März 1964 in Lichfield, England) ist ein britischer Sänger und Songwriter. Während er in seiner Heimat eher unbekannt ist, konnte er in anderen Ländern einige Erfolge erzielen, so z. B. in Frankreich durch Zusammenarbeiten mit Daniel Darc und Frédéric Lo.

## Biografie
Bill Pritchard wurde 1964 in der britischen Grafschaft Staffordshire geboren. Im Alter von 20 Jahren produzierte er die Kassette Berlin 1935, woraufhin er in den beiden darauffolgenden Jahren bei dem Label Third Mind Records seine ersten beiden Alben Bill Pritchard und Half a million veröffentlichten konnte, die alternativen Synth-Pop und ausschließlich von Gitarre begleitete Indie-Songs enthielten. Ein Auslandsaufenthalt im französischen Bordeaux führte zu einer Begeisterung für französische Filme, Literatur und Musik und schließlich auch zu einer Albumproduktion mit dem französischen Sänger Daniel Darc. Das gemeinsame Album Parce Que erhielt langanhaltende Anerkennung. Seine darauffolgenden beiden Britpop-Alben Three Months, Three Weeks and Two Days und Jolie aus den Jahren 1989 und 1991 wurden vom Label PIAS international veröffentlicht. Sie blieben in seinem Heimatland zwar weitgehend unbemerkt, waren aber in Frankreich, Belgien und Italien sowie durch Musikvideoausstrahlungen auf MTV auch in den USA und Kanada erfolgreich. Nach Problemen mit seinem Vertrag mit dem Label Polygram, der zu keiner Musikveröffentlichung führte, wurde erst 1998 wieder ein Album bei dem Indie-Label Ncompass veröffentlicht, das aber wenig Beachtung fand. In den folgenden 15 Jahren wurde nur ein Album in Frankreich veröffentlicht, das von französischem Pop geprägte By Paris, by Taxi, by Accident.
Seit 2014 erscheinen wieder regelmäßig Alben beim deutschen Label Tapete Records, die er mit Tim Bradshaw produziert, der bereits an seinem 1998er Album Happiness and Other Crimes mitgewirkt hatte. Durch eine erfolgreiche Neuauflage seines 1988er Album mit Daniel Darc und einige Tribute-Konzerte für den 2013 verstorbenen Daniel Darc schloss sich Pritchard wieder mit französischen Musikern zusammen und nahm mit Frédéric Lo das Album Rendez-vous Streets auf, das 2019 unter dem Namen Pritchard & Lo auf CD und Vinyl veröffentlicht wurde. Darauf enthalten ist auch ein Gesangsduett mit Étienne Daho.
Pritchard lebt in Newcastle-under-Lyme und arbeitet neben seiner Tätigkeit als Musiker auch als Französischlehrer.

## Diskografie
- 1987 Bill Pritchard
- 1988 Half a Million
- 1988 Parce Que (mit Daniel Darc)
- 1989 Three Months, Three Weeks & Two Days
- 1991 Jolie
- 1998 Happiness and Other Crimes
- 2005 By Paris, by Taxi, by Accient
- 2014 A Trip to the Coast
- 2016 Mother Town Hall
- 2019 Midland Lullabies
- 2019 Rendez-vous Streets
- 2023 Bill Pritchard Sings Poems by Patrick Woodcock